# Micereces de Tera
Micereces de Tera – gmina w Hiszpanii, w prowincji Zamora, w Kastylii i León, o powierzchni 34,04 km². W 2011 roku gmina liczyła 530 mieszkańców.